# Сакский район
Са́кский райо́н (укр. Сакський район, крымскотат. Saq rayonı, Сакъ районы) — административно-территориальная единица (район) и одноимённое муниципальное образование (муниципальный район) в Республике Крым Российской Федерации (согласно позиции России, фактически контролирующей Крым). Упразднённый район Автономной Республики Крым Украины (согласно позиции Украины).
Административный центр — город Саки (который сам в район не входит).

## География

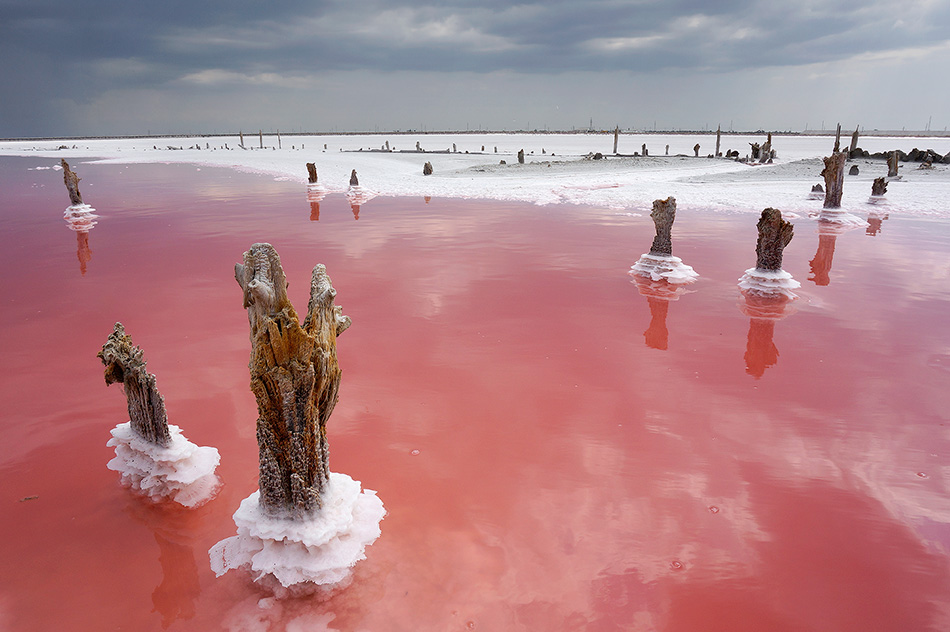
Солёное озеро Сасык может приобретать розовый цвет

Территория района представляет собой открытую плоскую равнину, которая прорезается неглубокими долинами рек и балками с пологими склонами (крутизна 4—8 градусов). Рек в районе практически нет, за исключением небольшой реки, которая впадает в озеро Кизил-Яр и пересыхает в течение большей части года. В районе большое количество соляных озёр с грунтовыми берегами и илистым дном. Уровень воды большинства озёр на 1—2 метра ниже уровня моря. Зимой озёра не замерзают.
Берег Чёрного моря (Каламитский залив) преимущественно низменный, пологий, вокруг есть полосы прибрежных пляжей шириной от 3 до 40 метров. Глубины в 5 м отдалены от берега на расстоянии 200—500 м, глубины в 10 м отдалены от берега на 0,6—1,5 км. Сильное волнение и штормы бывают в период октября—февраля. Растительность древовидно-кустарниковая. Территория имеет вид однообразной степной равнины.
В районе действует несколько глубинных буровых скважин (до 1200 м) по добыче минеральной воды типа Ессентуки-17, Столовая Крымская. Соляные озёра богаты лечебными грязями, которые используются для лечения опорно-двигательного аппарата, гинекологических и других заболеваний.
Действует больше 50 карьеров по добыче камня-ракушечника, который используется как строительный материал.
Запасы поваренной соли в Сакских озёрах оцениваются в 10 миллионов тонн. Соль отличается прекрасными пищевыми качествами. Рассол солёных озёр богат разными химическими элементами, необходимыми для химической промышленности.

## История

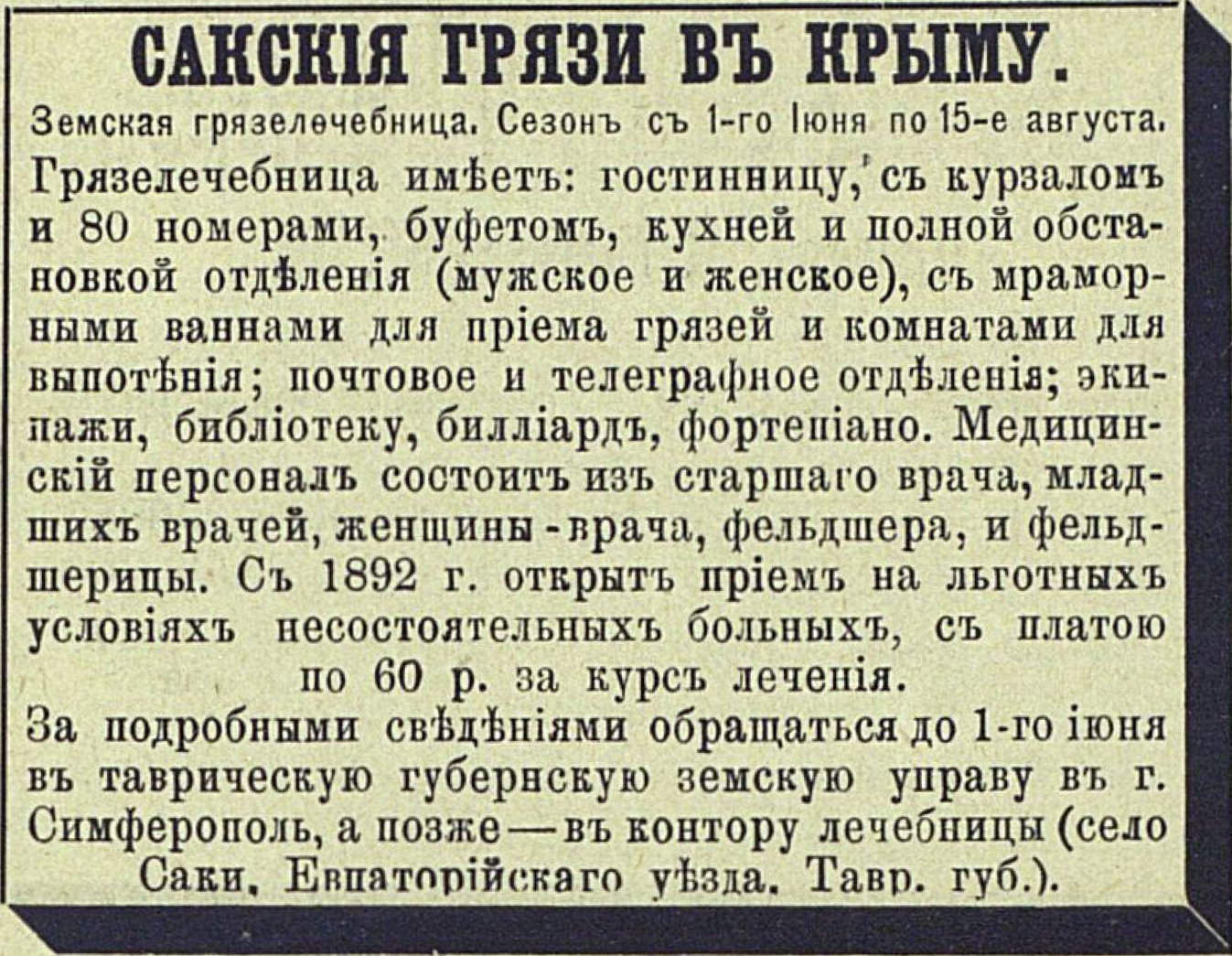
Реклама грязелечебницы, 1896 год

Саки, как поселение, известно с периода завоевания этого края Митридатом Евпатором, царём Понта, в ІІ ст. до н. э. Использование грязей, как метода лечения, известно ещё с III—ІІ ст. до н. э. Тогда Саки назывались городом «Парасин», то есть «владеющий землёй, которая вылечивает любые раны». Указания о лечебных свойствах сакских грязей встречаются в произведениях Плиния (II ст. до н. э.)
Регулярное лечение грязями Сакского озера началось с 1827 г.
Сакский район был образован в 1935 году. До этого его территория входила в состав Евпаторийского района. Позднее, 11 февраля 1963 года, в состав Сакского района вошли остальные территории Евпаторийского района. Сама Евпатория стала городом-курортом республиканского подчинения.
17 июля 2020 года парламент Украины, не признающий осуществлённую в 2014 году аннексию Крыма Российской Федерацией, принял постановление о новой сети районов в стране, которым предполагается объединить Сакский и Черноморский районы, Сакский и Евпаторийский горсоветы в Евпаторийский район, однако данное изменение не вступало в силу до «возвращения Крыма под общую юрисдикцию Украины». 9 сентября 2023 года, несмотря на отсутствие контроля над полуостровом, вступили в силу поправки, которые ввели в действие данное постановление в отношении Крыма.

## Население
| 1939    | 1959    | 1970    | 1979    | 1989    | 2001    | 2009    | 2010    | 2011    |
| ------- | ------- | ------- | ------- | ------- | ------- | ------- | ------- | ------- |
| 27 800  | ↗40 432 | ↗82 311 | ↗98 336 | ↘72 209 | ↗80 302 | ↘77 140 | ↗77 456 | ↗77 665 |
| 2012    | 2013    | 2014    | 2015    | 2016    | 2017    | 2018    | 2019    | 2020    |
| ↗77 831 | ↗78 025 | ↘76 489 | ↗76 679 | ↘76 414 | ↘76 075 | ↗76 326 | ↗76 426 | ↗77 012 |
| 2021    |         |         |         |         |         |         |         |         |
| ↗77 325 |         |         |         |         |         |         |         |         |

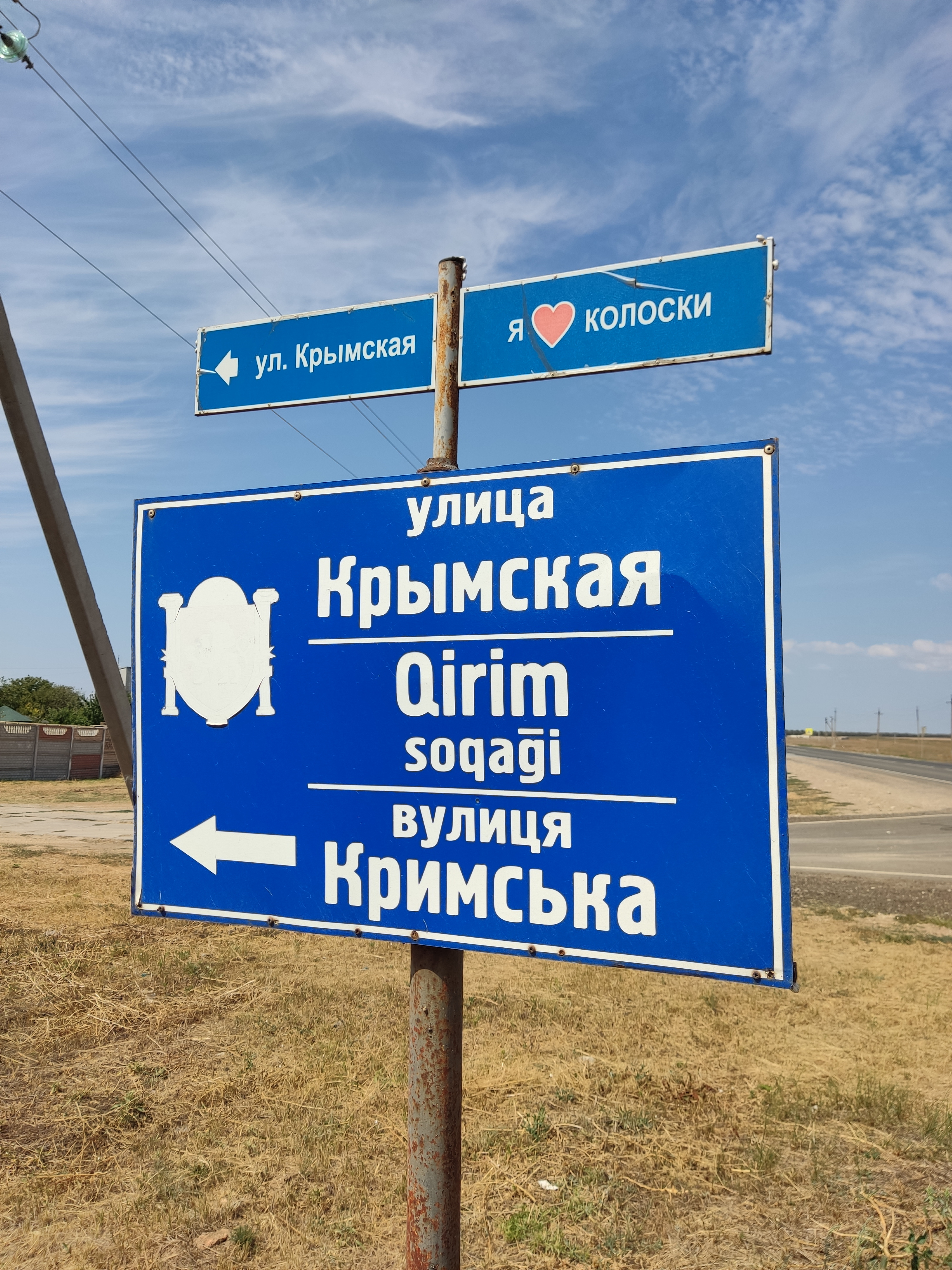
Трёхъязычный указатель в селе Колоски

По итогам переписи населения в Крымском федеральном округе по состоянию на 14 октября 2014 года численность постоянного населения района составила 76489 человек (100,0 % из которых — сельское).
По состоянию на 1 января 2014 года численность населения района составила 78800 постоянных жителей и 78133 человека наличного населения, на 1 июля 2014 года — 78886 постоянных жителей (в том числе 6639 городских (8,4 %) и 72247 сельских) и 78219 человек наличного населения.

### Национальный состав
По данным переписей населения 2001 и 2014 годов:
| национальность  | 2001, всего, чел. | % от все- го | 2014 всего, чел. | % от все- го | % от указав- ших |
| --------------- | ----------------- | ------------ | ---------------- | ------------ | ---------------- |
| указали         |                   |              | 75402            | 98,58 %      | 100,00 %         |
| русские         | 36592             | 45,20 %      | 39374            | 51,48 %      | 52,22 %          |
| украинцы        | 25517             | 31,52 %      | 16221            | 21,21 %      | 21,51 %          |
| крымские татары | 14137             | 17,46 %      | 13736            | 17,96 %      | 18,22 %          |
| татары          | 639               | 0,79 %       | 2711             | 3,54 %       | 3,60 %           |
| белорусы        | 1765              | 2,18 %       | 1104             | 1,44 %       | 1,46 %           |
| армяне          | 376               | 0,46 %       | 404              | 0,53 %       | 0,54 %           |
| узбеки          | 145               | 0,18 %       | 190              | 0,25 %       | 0,25 %           |
| корейцы         |                   |              | 172              | 0,22 %       | 0,23 %           |
| чуваши          | 177               | 0,22 %       | 142              | 0,19 %       | 0,19 %           |
| азербайджанцы   | 116               | 0,14 %       | 119              | 0,16 %       | 0,16 %           |
| молдаване       | 128               | 0,16 %       | 109              | 0,14 %       | 0,14 %           |
| поляки          | 140               | 0,17 %       | 108              | 0,14 %       | 0,14 %           |
| немцы           | 152               | 0,19 %       | 101              | 0,13 %       | 0,13 %           |
| мордва          | 146               | 0,18 %       | 99               | 0,13 %       | 0,13 %           |
| цыгане          |                   |              | 98               | 0,13 %       | 0,13 %           |
| греки           |                   |              | 57               | 0,07 %       | 0,08 %           |
| таджики         |                   |              | 52               | 0,07 %       | 0,07 %           |
| другие          | 934               | 1,15 %       | 605              | 0,79 %       | 0,80 %           |
| не указали      |                   |              | 1087             | 1,42 %       |                  |
| всего           | 80964             | 100,00 %     | 76489            | 100,00 %     |                  |

## Административно-муниципальное устройство
Сакский район как муниципальное образование со статусом муниципального района в составе Республики Крым РФ с 2014 года включает 24 муниципальных образования со статусом сельских поселений:
1. Вересаевское
2. Весёловское
3. Виноградовское
4. Воробьёвское
5. Геройское
6. Добрушинское
7. Зерновское
8. Ивановское
9. Кольцовское
10. Крайненское
11. Крымское
12. Лесновское
13. Митяевское
14. Молочненское
15. Новофёдоровское
16. Ореховское
17. Охотниковское
18. Ромашкинское
19. Сизовское
20. Столбовское
21. Суворовское
22. Уютненское
23. Фрунзенское
24. Штормовское

До 2014 года они составляли одноимённые местные советы: 1 поселковый совет и 23 сельских совета в рамках административного деления АР Крым в составе Украины (до 1991 года — Крымской области УССР в составе СССР).

## Населённые пункты
В состав Сакского района входят 79 населённых пунктов, в том числе: 1 посёлок городского типа (Новофёдоровка) и 78 сёл, при этом с 2014 года все посёлки городского типа (пгт) Республики Крым отнесены к сельским населённым пунктам:
| №  | Населённый пункт | Тип  | Историческое название       | Население (чел.) | Местный совет до 2014 года       | Муниципальное образование с 2014 года |
| -- | ---------------- | ---- | --------------------------- | ---------------- | -------------------------------- | ------------------------------------- |
| 1  | Вересаево        | село | Комзетовка                  | ↘1708            | Вересаевский сельский совет      | Вересаевское сельское поселение       |
| 2  | Глинка           | село | Кангыл                      | ↘646             | Вересаевский сельский совет      | Вересаевское сельское поселение       |
| 3  | Весёловка        | село | Отар                        | ↘1390            | Весёловский сельский совет       | Весёловское сельское поселение        |
| 4  | Властное         | село | Когенеш                     | ↘3               | Весёловский сельский совет       | Весёловское сельское поселение        |
| 5  | Наташино         | село | Мережино                    | ↘979             | Весёловский сельский совет       | Весёловское сельское поселение        |
| 6  | Порфирьевка      | село |                             | ↘71              | Весёловский сельский совет       | Весёловское сельское поселение        |
| 7  | Виноградово      | село | Боз-Оглу-Монтанай           | ↘881             | Виноградовский сельский совет    | Виноградовское сельское поселение     |
| 8  | Ветровка         | село | Биюк-Боз-Оглу               | ↘27              | Виноградовский сельский совет    | Виноградовское сельское поселение     |
| 9  | Воробьёво        | село | Кудайгул                    | ↗1085            | Воробьёвский сельский совет      | Воробьёвское сельское поселение       |
| 10 | Фурманово        | село | Мамут-Бай                   | ↘97              | Воробьёвский сельский совет      | Воробьёвское сельское поселение       |
| 11 | Шаумян           | село |                             | ↘17              | Воробьёвский сельский совет      | Воробьёвское сельское поселение       |
| 12 | Шишкино          | село | Найдорф                     | ↘354             | Воробьёвский сельский совет      | Воробьёвское сельское поселение       |
| 13 | Геройское        | село | Ашагы-Джамин                | ↗1740            | Геройский сельский совет         | Геройское сельское поселение          |
| 14 | Яркое            | село | Октоберфельдранее Княжевичи | ↘568             | Геройский сельский совет         | Геройское сельское поселение          |
| 15 | Добрушино        | село |                             | ↘1213            | Добрушинский сельский совет      | Добрушинское сельское поселение       |
| 16 | Елизаветово      | село | Кары-Комзет                 | ↘726             | Добрушинский сельский совет      | Добрушинское сельское поселение       |
| 17 | Известковое      | село |                             | ↘88              | Добрушинский сельский совет      | Добрушинское сельское поселение       |
| 18 | Солдатское       | село | Седжевут                    | ↘73              | Добрушинский сельский совет      | Добрушинское сельское поселение       |
| 19 | Шалаши           | село | Кара-Чора-Молла             | ↘78              | Добрушинский сельский совет      | Добрушинское сельское поселение       |
| 20 | Зерновое         | село |                             | ↘944             | Зерновский сельский совет        | Зерновское сельское поселение         |
| 21 | Низинное         | село |                             | ↘293             | Зерновский сельский совет        | Зерновское сельское поселение         |
| 22 | Ивановка         | село | Камышлы                     | ↘2055            | Ивановский сельский совет        | Ивановское сельское поселение         |
| 23 | Жаворонки        | село | Ибраим-Бай                  | ↘49              | Ивановский сельский совет        | Ивановское сельское поселение         |
| 24 | Кольцово         | село | Тегеш                       | ↘797             | Кольцовский сельский совет       | Кольцовское сельское поселение        |
| 25 | Нива             | село | Тегеш Первый                | ↘368             | Кольцовский сельский совет       | Кольцовское сельское поселение        |
| 26 | Огневое          | село | Отеш                        | ↘161             | Кольцовский сельский совет       | Кольцовское сельское поселение        |
| 27 | Крайнее          | село | Теший                       | ↘875             | Крайненский сельский совет       | Крайненское сельское поселение        |
| 28 | Вершинное        | село | Бешуй-Эли                   | ↘158             | Крайненский сельский совет       | Крайненское сельское поселение        |
| 29 | Трудовое         | село | Бай-Гельди                  | ↘1423            | Крайненский сельский совет       | Крайненское сельское поселение        |
| 30 | Крымское         | село | Авель                       | ↘1822            | Крымское сельское поселение      | Крымское сельское поселение           |
| 31 | Валентиново      | село | Юкары-Джамин                | ↘253             | Крымское сельское поселение      | Крымское сельское поселение           |
| 32 | Игоревка         | село |                             | ↘0               | Крымское сельское поселение      | Крымское сельское поселение           |
| 33 | Степное          | село | Камбар                      | ↘361             | Крымское сельское поселение      | Крымское сельское поселение           |
| 34 | Лесновка         | село | Горопашник                  | ↗2476            | Лесновский сельский совет        | Лесновское сельское поселение         |
| 35 | Владимировка     | село |                             | ↗1261            | Лесновский сельский совет        | Лесновское сельское поселение         |
| 36 | Гаршино          | село | Биюк-Актачи                 | ↘552             | Лесновский сельский совет        | Лесновское сельское поселение         |
| 37 | Куликовка        | село | Кучук-Актачи                | ↘421             | Лесновский сельский совет        | Лесновское сельское поселение         |
| 38 | Прибрежное       | село | Кара-Тёбе                   | ↘671             | Лесновский сельский совет        | Лесновское сельское поселение         |
| 39 | Митяево          | село | Новый Карагурт              | ↘1915            | Митяевский сельский совет        | Митяевское сельское поселение         |
| 40 | Долинка          | село | Старый Карагурт             | ↘733             | Митяевский сельский совет        | Митяевское сельское поселение         |
| 41 | Журавли          | село | Гортенштадт                 | ↘1475            | Митяевский сельский совет        | Митяевское сельское поселение         |
| 42 | Листовое         | село | Войо-Нова                   | ↘301             | Митяевский сельский совет        | Митяевское сельское поселение         |
| 43 | Шелковичное      | село | Темеш                       | ↘1357            | Митяевский сельский совет        | Митяевское сельское поселение         |
| 44 | Молочное         | село | Терекли-Конрат              | ↘2174            | Молочненский сельский совет      | Молочненское сельское поселение       |
| 45 | Абрикосовка      | село | Онгут                       | ↘506             | Молочненский сельский совет      | Молочненское сельское поселение       |
| 46 | Витино           | село | Аирча                       | ↘627             | Молочненский сельский совет      | Молочненское сельское поселение       |
| 47 | Новофёдоровка    | пгт  | Саки-4                      | ↗6489            | Новофёдоровский поселковый совет | Новофёдоровское сельское поселение    |
| 48 | Орехово          | село |                             | ↘3008            | Ореховский сельский совет        | Ореховское сельское поселение         |
| 49 | Михайловка       | село |                             | ↗3349            | Ореховский сельский совет        | Ореховское сельское поселение         |
| 50 | Чеботарка        | село |                             | ↘202             | Ореховский сельский совет        | Ореховское сельское поселение         |
| 51 | Червоное         | село | Сталино                     | ↘2007            | Ореховский сельский совет        | Ореховское сельское поселение         |
| 52 | Охотниково       | село | Джага-Кушчи                 | ↘1550            | Охотниковский сельский совет     | Охотниковское сельское поселение      |
| 53 | Громовка         | село | Котур                       | ↘11              | Охотниковский сельский совет     | Охотниковское сельское поселение      |
| 54 | Карьерное        | село | Новый Котур                 | ↘994             | Охотниковский сельский совет     | Охотниковское сельское поселение      |
| 55 | Наумовка         | село | Боз-Оглу-Джанкой            | ↘96              | Охотниковский сельский совет     | Охотниковское сельское поселение      |
| 56 | Орлянка          | село | Айдар-Газы                  | ↘521             | Охотниковский сельский совет     | Охотниковское сельское поселение      |
| 57 | Рунное           | село | Башмак                      | ↘375             | Охотниковский сельский совет     | Охотниковское сельское поселение      |
| 58 | Ромашкино        | село | Икор                        | ↗1427            | Ромашкинский сельский совет      | Ромашкинское сельское поселение       |
| 59 | Колоски          | село | Ораз                        | ↗1116            | Ромашкинский сельский совет      | Ромашкинское сельское поселение       |
| 60 | Сизовка          | село | Сая                         | ↘1814            | Сизовский сельский совет         | Сизовское сельское поселение          |
| 61 | Водопойное       | село | Абузлар                     | ↘288             | Сизовский сельский совет         | Сизовское сельское поселение          |
| 62 | Ильинка          | село | Булгак                      | ↘816             | Сизовский сельский совет         | Сизовское сельское поселение          |
| 63 | Луговое          | село | Урчук                       | ↘115             | Сизовский сельский совет         | Сизовское сельское поселение          |
| 64 | Столбовое        | село | Курувлы                     | ↘1082            | Столбовской сельский совет       | Столбовское сельское поселение        |
| 65 | Лушино           | село | Дувановка                   | ↘214             | Столбовской сельский совет       | Столбовское сельское поселение        |
| 66 | Суворовское      | село | Багай                       | ↗3464            | Суворовский сельский совет       | Суворовское сельское поселение        |
| 67 | Великое          | село | Алчин-Фрайган               | ↗438             | Суворовский сельский совет       | Суворовское сельское поселение        |
| 68 | Желтокаменка     | село | Орта-Мамай Четвёртый        | ↗428             | Суворовский сельский совет       | Суворовское сельское поселение        |
| 69 | Каменоломня      | село |                             | ↗1804            | Суворовский сельский совет       | Суворовское сельское поселение        |
| 70 | Лиманное         | село | Тюп-Мамай                   | ↘172             | Суворовский сельский совет       | Суворовское сельское поселение        |
| 71 | Победное         | село | Шибан                       | ↘61              | Суворовский сельский совет       | Суворовское сельское поселение        |
| 72 | Туннельное       | село | Орта-Мамай Пятый            | ↘85              | Суворовский сельский совет       | Суворовское сельское поселение        |
| 73 | Уютное           | село | Отар-Мойнак                 | ↘4501            | Уютненский сельский совет        | Уютненское сельское поселение         |
| 74 | Фрунзе           | село |                             | ↘2871            | Фрунзенский сельский совет       | Фрунзенское сельское поселение        |
| 75 | Штормовое        | село | Фрунзевка                   | ↘1124            | Штормовской сельский совет       | Штормовское сельское поселение        |
| 76 | Крыловка         | село | Ойбур                       | ↗57              | Штормовской сельский совет       | Штормовское сельское поселение        |
| 77 | Поповка          | село |                             | ↗292             | Штормовской сельский совет       | Штормовское сельское поселение        |
| 78 | Приветное        | село | Бёлек-Аджи                  | ↘472             | Штормовской сельский совет       | Штормовское сельское поселение        |
| 79 | Хуторок          | село | Аджи-Байчи                  | ↘193             | Штормовской сельский совет       | Штормовское сельское поселение        |

## Экономика

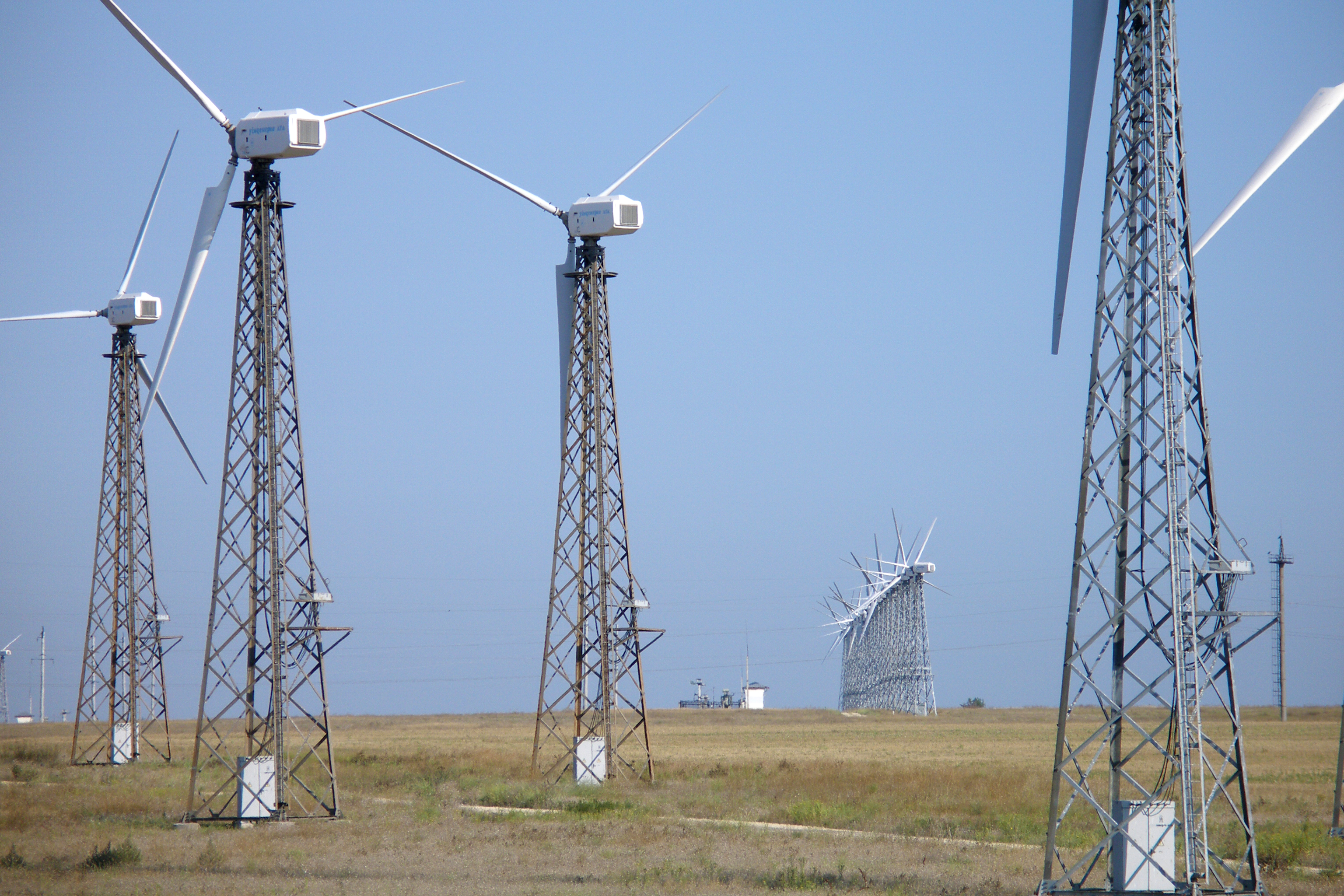
Сакская ВЭС

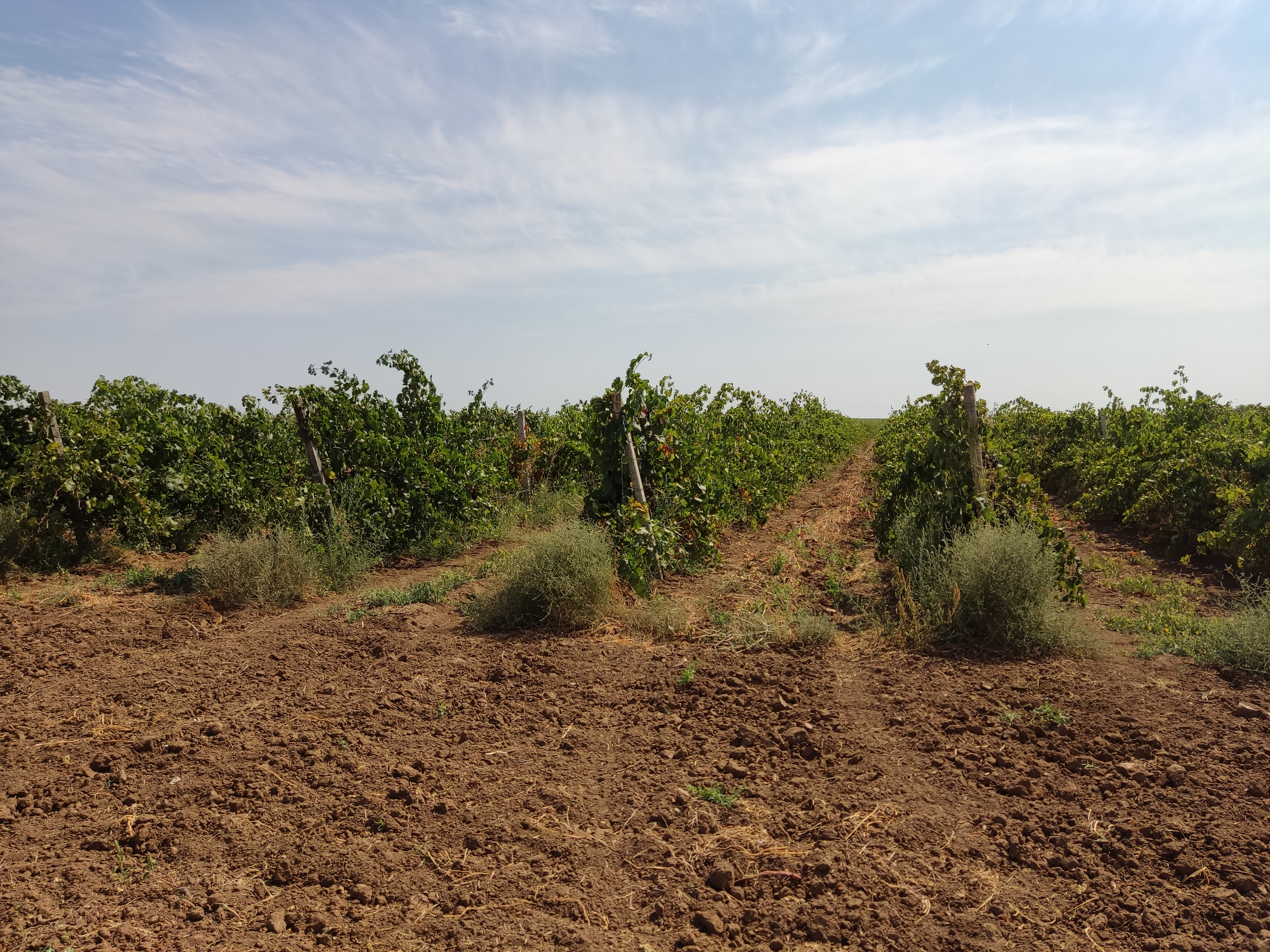
Виноградники у села Ромашкино

В районе осуществляют свою деятельность 33 предприятия с государственной формой собственности, 54 — на основе частной собственности, 193 — с коллективной формой собственности, 3 — общие предприятия. По состоянию на 1 января 2000 зарегистрировано 1555 субъектов предпринимательской деятельности, в том числе 699 — юридические лица, 856 — частные предприниматели.
Сакский район — один из крупнейших в Крыму по производству сельскохозяйственной продукции. Площадь сельскохозяйственных угодий составляет 156,3 тыс., из них 121,4 тыс. га занимает пашня. Больше 50 % посевных площадей используется для выращивания зерновых культур, до 10 % площадей занимает подсолнечник, овощи выращиваются на 720 га.
По состоянию на 1 апреля 2000 в аграрном секторе района работали 20 сельскохозяйственных кооперативов, 2 общества с ограниченной ответственностью, 2 командатных общества, 2 частные предприятия, и открытое акционерное общество, 372 ферм. Наибольшие предприятия области: племптицезавод им. Фрунзе и ОАТП «Крымский», которые специализируются на производстве яиц и племенного молодняка.
На западе района у озера Донузлав расположены две ветроэлектростанции: Донузлавская и Сакская.

## Социальная сфера

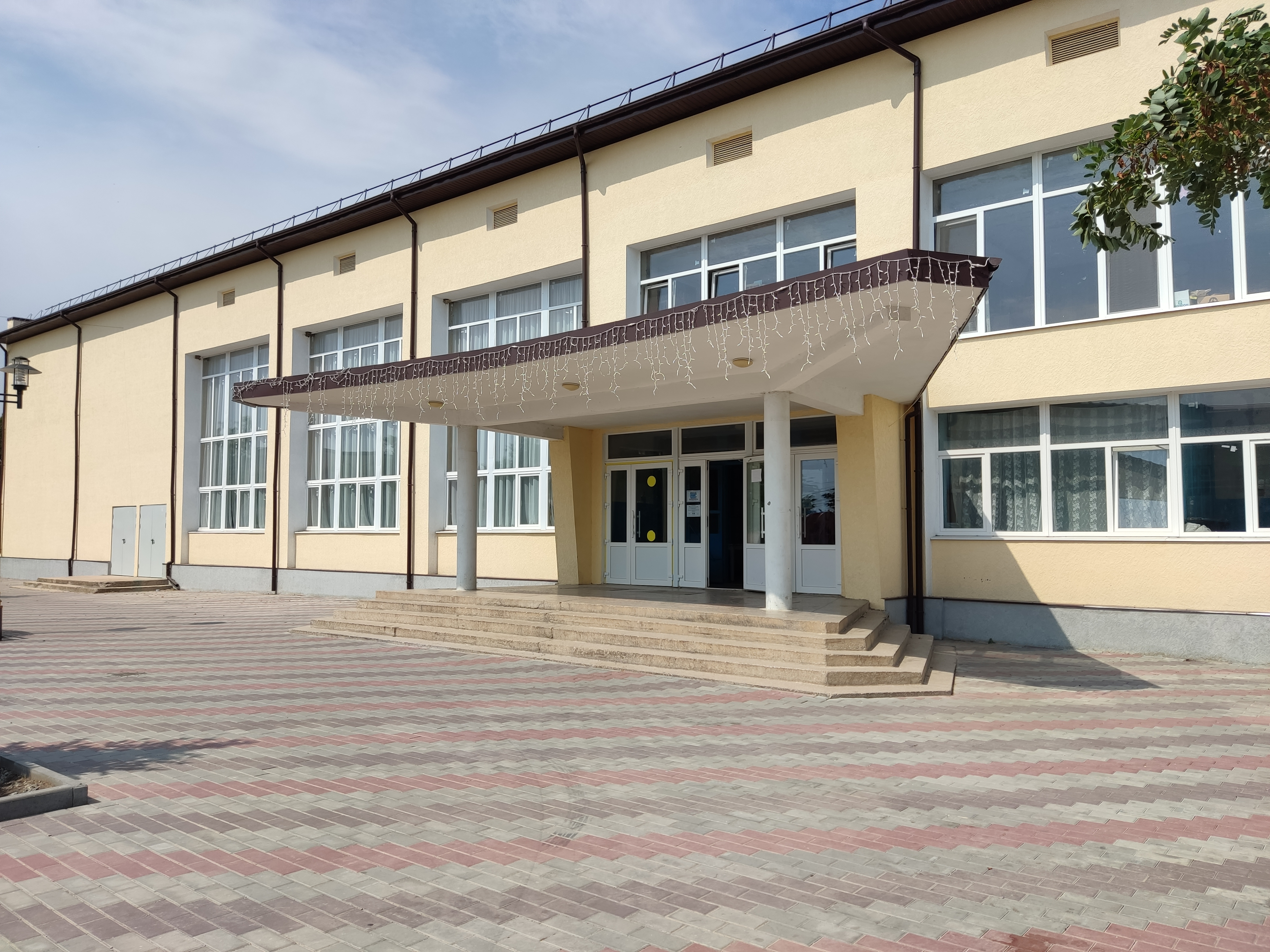
Дом культуры в селе Молочное

В Сакском районе работают 40 общеобразовательных школ. Из них: 32 — общеобразовательные средние школы II- ІІІ степени, 12 — I- ІІ степени, І степени — 6, очно-заочной формы обучения — 1. Медицинская служба района представлена 48 фельдшерско-акушерскими пунктами, 2 сельскими участковыми больницами, 12 сельскими больницами-амбулаториями, номерной районной поликлиникой, центральной районной поликлиникой, стоматологической поликлиникой, детской консультацией и стационаром на 445 кроватей. В районной больнице организовано диагностическое отделение с дневным пребыванием больных. Услугами ЦРБ пользуется не только население района, но и городские жители, отдыхающие.
В районе действует 10 баз отдыха и профилакториев с общим количеством 1850 мест. Функционирует 56 библиотек, книжный фонд, которых составляет 675 524 экземпляров книг, районный Дворец культуры, 22 сельских домов культуры, 23 сельских клуба. Работают 2 школы искусств и 1 музыкальная школа. В населённых пунктах функционирует 10 музеев и клубов интернациональной дружбы, крымскотатарский, украинский и русский национально-культурные центры.

## Спорт

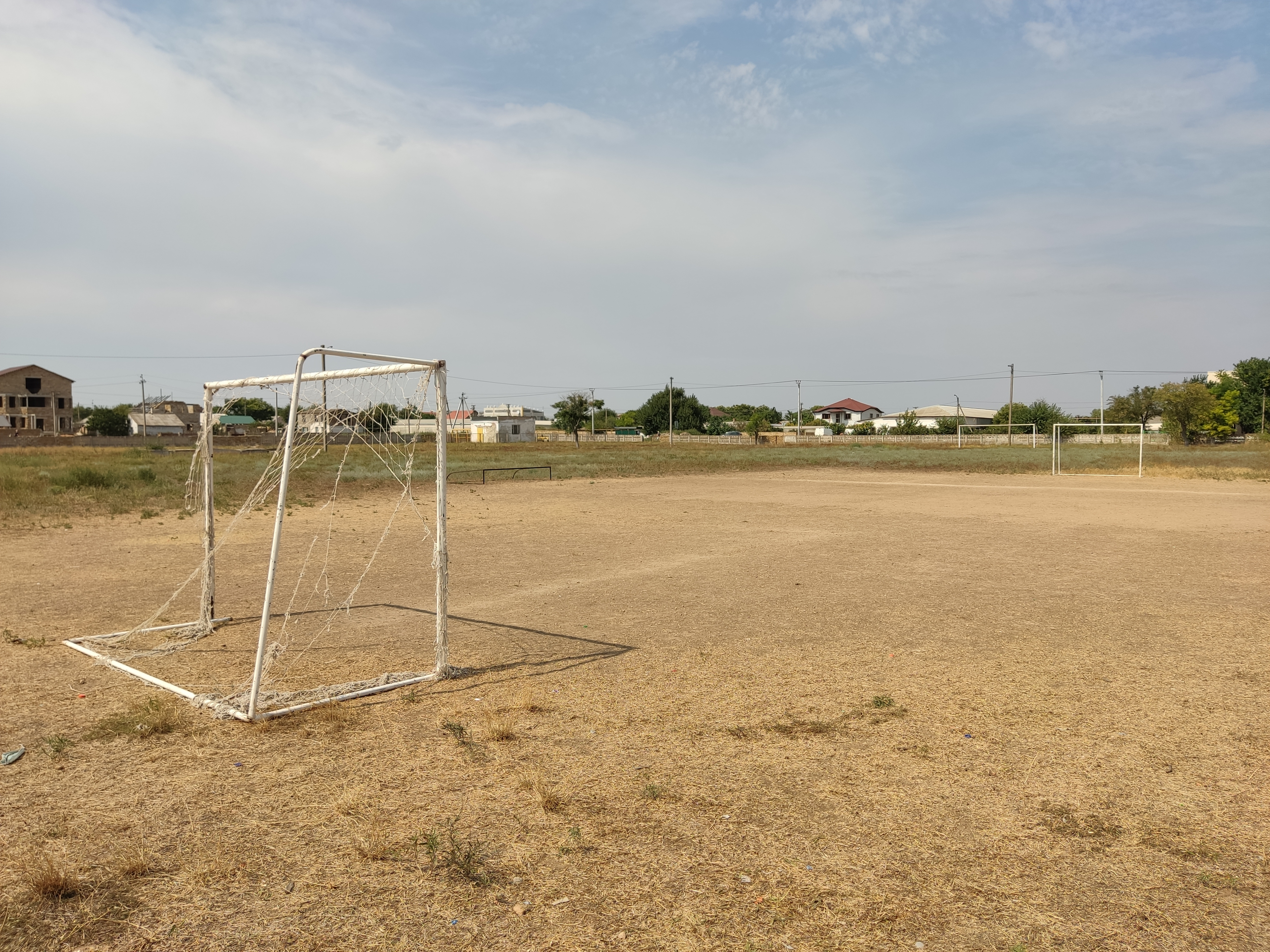
Футбольное поле в Молочном

В районе 2 детских спортивных школы и спортклуб «Таврия». Развиваются: настольный теннис, бокс, кикбоксинг, футбол, лёгкая атлетика и др.
Функционирует Федерация футбола Сакского района, под эгидой которой проводится чемпионат и кубок района. Победителем чемпионата Сакского района в 2021 году стала команда «Уютное».
В селе Колоски располагается конно-спортивный клуб «Триумф».

## Памятники

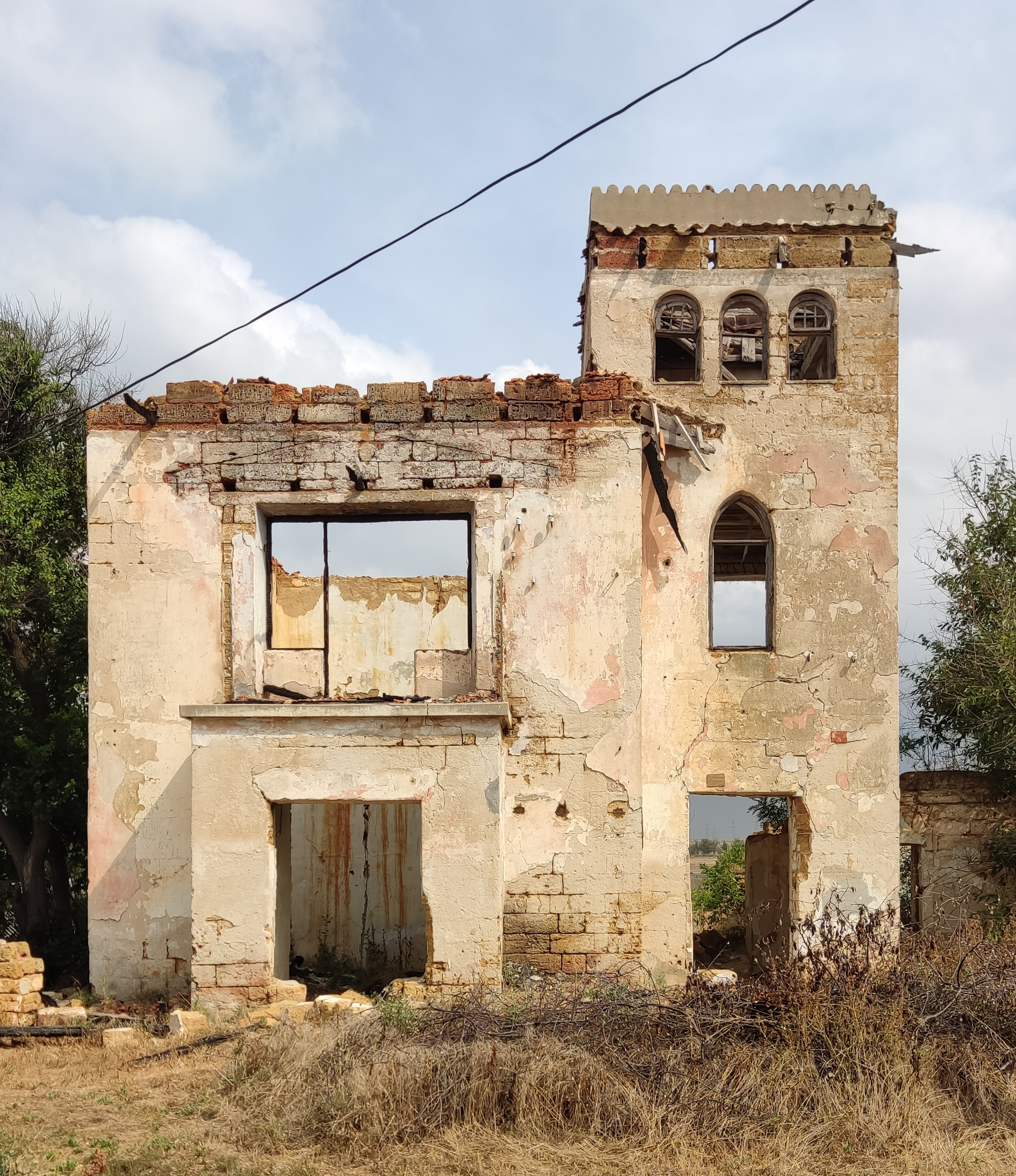
Помещичий дом в селе Чеботарка в заброшенном состоянии

К памятникам архитектуры относится помещичий дом в селе Чеботарка (конец 19 ст).
В с. Геройском создан мемориальный комплекс, посвящённый подвигу Героев Советского Союза, которые погибли смертью храбрых, освобождая село. В состав комплекса входит сельский музей, где собраны более трёхсот экспонатов, холмы Славы, где похоронены останки героев и Парк Памяти, с установленным на постаменте танком Т-34. Мемориальный комплекс в селе действует больше 20 лет. За это время его посетило больше 200 тыс. человек. На базе мемориала проходят районные празднования, посвящённые Дню Победы и другие мероприятия.
В 1944 году девять советских солдат — М. М. Абдулманапов, П. В. Велигин, В. А. Ершов, М. А. Задорожный, Г. Н. Захарченко, П. А. Иванов, Н. И. Поддубный, А. Ф. Симоненко и И. Т. Тимошенко — отбивались от батальона фашистов. Семь атак противника за два часа боя. Восьмая, последняя атака, была рукопашной. Восемь Героев погибли, лишь В. А. Ершов, тяжелораненый, чудом остался в живых. Спустя восемнадцать лет на этом месте возник мемориальный комплекс. Позже в сельском клубе открыли музей.

## Побратимы
- Щигровский район, Курская область (13 июня 2015)[44]
- Новолакский район, Республика Дагестан (31 июля 2015)[44]
- Руднянский район, Смоленская область (13 апреля 2016)[44]
- Ахвахский район, Республика Дагестан (2019)[44]
- Алексин, Тульская область (17 марта 2020)[44]
- Община Хисаря, Болгария (6 ноября 2017)[44]